# Natalia Malachovskaja
Natalia Malachovskaja (ryska: Наталия Малаховская), född 1947 i Leningrad, är en rysk feminist.
Malachovskaja blev i slutet av 1970-talet involverad i den underjordiska kvinnorörelsen i Sovjetunionen och bildade den kristna kvinnoorganisationen Club Maria. Tillsammans med bland andra Tatiana Mamonova utgav hon den första feministiska samizdat-tidningen i Sovjetunionen och tvingades därför i exil 1980.